# Cúmulo del Pato Salvaje
El Cúmulo del Pato Salvaje (también conocido como Objeto Messier 11, Messier 11, M11 o NGC 6705), es un cúmulo abierto que se encuentra en la constelación de Scutum. Fue descubierto por Gottfried Kirch en 1681. En 1764 Charles Messier lo incluyó en su catálogo de objetos astronómicos. Situado sobre la Vía Láctea, es uno de los cúmulos abiertos más ricos hasta ahora conocidos, en el cual se han podido datar alrededor de 2900 estrellas, principalmente estrellas calientes azules y blancas, aunque no faltan algunas componentes amarillas y anaranjadas. Su edad se ha estimado en aproximadamente 220 millones de años. 
El Cúmulo del Pato Salvaje es conocido por este nombre tan peculiar debido a que las estrellas más brillantes que lo componen forman un triángulo que da la sensación de representar a una bandada de patos volando.
Su magnitud conjunta en banda B (filtro azul) es igual a la 6.32, su magnitud en banda V (filtro verde) es igual a la 5.80. De su velocidad radial, 29.49 km/s, se deduce que se aleja a la Tierra a más 106 160 km/h: esta velocidad está originada por la combinación de su movimiento orbital alrededor del núcleo de la Vía Láctea, además de la velocidad propia del Sol y de la Tierra.
Resoluble con un pequeño telescopio con 40-50 aumentos, entre sus componentes se encuentran algunas estrellas variables:
- Kustner 263: astro anaranjado perteneciente al tipo "binaria espectroscópica"; magnitud en banda B igual a la 12.64, magnitud en banda V igual a la 11.39, tipo espectral G8II-III.

- Kustner 488: astro amarillento perteneciente al tipo "binaria espectroscópica"; magnitud en banda B igual a la 12.30, magnitud en banda V igual a la 11.36.

- Kustner 545: astro azulado, magnitud en banda B igual a la 11.95, magnitud en banda V igual a la 12.66.

Todas ellas pueden ser capturadas por aficionados dotados con telescopios medianos (150-200 mm de abertura) equipado con una cámara CCD.